# پرچم جمهوری آلتای
پرچم جمهوری آلتایی از جمهوری‌های خودمختار فدراسیون روسیه با طرحی از و.پ. چوکویف و با تناسب ۱:۲ در ۳ مهٔ ۱۹۹۲ پذیرفته‌شد. این تناسب در ۲۹ ژوئن ۱۹۹۴ به ۲:۳ تغییر یافت تا آنکه در ۲۴ آوریل ۲۰۰۳ بار دیگر به ۱:۲ بازگردانده شد.

## مشخصات و نمادشناسی
پرچم آلتایی پرچمی دو رنگ است که از ۴ نوار افقی غیر هم‌اندازهٔ سفید و آبی کمرنگ تشکیل شده‌است. این نوارها به ترتیب از بالا به پایین سفید با عرض ۶۷، آبی با عرض ۴، سفید با عرض ۴ و آبی با عرض ۲۵ هستند.
رنگ سفید در این پرچم نماد جاودانگی، عشق، تمایل به احیا، و رضایتمندی مردم درون جمهوری است. آبی نیز نماد رودخانه‌ها، دریاچه‌ها، کوه‌ها پاکیزگی و بهشت است.